# Stanislav Majer
Stanislav Majer (* 5. června 1978 Louny) je herec Divadla Na zábradlí a Činoherního studia Ústí nad Labem. V minulosti byl členem Divadla Komedie, Divadelního studia Továrna, Multiprostor v Lounech (kde začínal spolu s bratry Miroslavem a Tomášem Bambuškovými).
Šířeji známým se stal díky filmu Líbánky, kde hrál postavu Radima, novomanžela Terezy (Anna Geislerová). Dále se představil ve snímcích Stvoření světa, Jeden statečný a Odpad město smrt. V televizi hrál v seriálech Zázraky života, Ulice a Čapkovy kapsy.
Nejznámější roli si zahrál ve filmu Vlny, kde hrál rozhlasového moderátora Weinera. Za tento film získal cenu Českého lva.

## Zajímavosti
Původním povoláním je truhlář.
Jeho druhým domovem se stala maringotka u rybníka na Kokořínsku.

## Divadelní role, výběr
- 2007 Ladislav Klíma: Utrpení knížete Sternenhocha, sluha, Divadlo Komedie, režie David Jařab
- 2007 Franz Kafka, Dušan Pařízek: Proces, hlídač Fanda, Divadlo Komedie, režie Dušan Pařízek
- 2008 Werner Schwab: Nadváha, nedůležité: Neforemnost, hezký pár, Divadlo Komedie, režie Dušan Pařízek
- 2010 Peter Handke: Spílání publiku 2010, mluvčí 4, Divadlo Komedie, režie Dušan Pařízek
- 2011 Karl Kraus: Poslední chvíle lidstva, voják, Divadlo Komedie, režie Katharina Schmitt, Thomas Zielinski a Alexander Riemenschneider
- 2011 Joseph Roth, David Jařab: Legenda o sv. pijanovi, Kaniak, Divadlo Komedie, režie David Jařab
- 2011 Joseph Conrad, David Jařab: Srdce temnoty, Marlow, Divadlo Komedie, režie David Jařab
- 2011 Rainer Werner Fassbinder, Dušan Pařízek: Odpad, město, smrt, Franz, Divadlo Komedie, režie Dušan Pařízek
- 2012 Václav Havel: Asanace, architekt Albert (alternace Ondřej Veselý), Divadlo Na zábradlí, režie David Czesany
- 2012 Nathanael West, David Jařab: Osamělá srdce, utěšitelka, Divadlo Na zábradlí, režie David Jařab
- 2012 Molière a kol.: Tartuffe Games, pan Loyal (alternace Vladimír Marek), Divadlo Na zábradlí, režie Jan Frič
- 2013 Anton Pavlovič Čechov: Višňový sad, Lopachin, Divadlo Na zábradlí, režie Jan Frič
- 2013 Jan Mikulášek, Dora Viceníková: Šedá sedmdesátá aneb Husákovo ticho, občan, Divadlo Na zábradlí, režie Jan Mikulášek
- 2014 Albert Camus: Cizinec aneb Člověk je tak jako tak vždycky trochu vinen, Mersault, Divadlo Na zábradlí, režie Jan Mikulášek
- 2015 Viktor Bodó, Júlia Róbert: Anamnéza, Doktor, jehož jméno se nevyslovuje, Divadlo Na zábradlí, režie Rastislav Ballek
- 2016 Jan Mikulášek, Dora Viceníková: Posedlost, Posedlý (v alternaci s Vojtěchem Vondráčkem), Divadlo Na zábradlí, režie Jan Mikulášek
- 2016 David Zábranský: Herec a truhlář Majer mluví o stavu své domoviny, Stanislav Majer, Studio Hrdinů, režie Kamila Polívková
- 2018 David Zábranský: Konzervativec, účinkující, Divadlo Komedie, režie Kamila Polívková

## Filmografie
| Rok  | Název                     | Role                                             | Poznámky                                      |
| ---- | ------------------------- | ------------------------------------------------ | --------------------------------------------- |
| 1997 | Zdivočelá země            |                                                  | televizní seriál                              |
| 2010 | Hlava – ruce – srdce      | důstojník                                        |                                               |
| 2010 | Zázraky života            |                                                  | televizní seriál                              |
| 2011 | Alois Nebel               | gardista                                         |                                               |
| 2011 | Čapkovy kapsy             | obhájce Duda                                     | televizní seriál                              |
| 2012 | Odpad město smrt          | Franz                                            | film podle stejnojmenné divadelní hry         |
| 2012 | Nevinné lži               | majitel velkoobchodu                             | televizní cyklus, díl: „Druhý dech“           |
| 2013 | Sanitka 2                 |                                                  | televizní seriál                              |
| 2013 | Terapie II.               |                                                  | televizní seriál                              |
| 2013 | Škoda lásky               |                                                  | televizní seriál                              |
| 2013 | Líbánky                   | Radim                                            |                                               |
| 2013 | Ulice                     | Michal Miller                                    | televizní seriál                              |
| 2014 | Raluca                    | Roman                                            |                                               |
| 2014 | Nevinné lži               | Filip                                            | televizní cyklus, díl: „Na dně skleničky“     |
| 2014 | Případy 1. oddělení       | kapitán David Hegner                             | televizní seriál                              |
| 2014 | Kriminálka Anděl          | Krupka                                           | televizní seriál                              |
| 2015 | Případ pro exorcistu      | inspektor Mráz                                   | televizní seriál                              |
| 2015 | Labyrint                  | Dan Grossmann                                    | televizní seriál                              |
| 2015 | Gangster Ka               | policejní vyšetřovatel                           |                                               |
| 2015 | Gangster Ka: Afričan      | policejní vyšetřovatel                           |                                               |
| 2015 | Všechny moje lásky        | Patrik                                           | televizní seriál                              |
| 2015 | Wilsonov                  | patolog Mitt                                     |                                               |
| 2016 | Hlas pro římského krále   | Jan Lucemburský                                  | televizní film                                |
| 2016 | Modré stíny               | kapitán Pavel Mráz                               | televizní seriál                              |
| 2016 | Rapl                      | Radovan Šoupal                                   | televizní seriál                              |
| 2016 | Anděl Páně 2              | Mikuláš                                          |                                               |
| 2017 | Život a doba soudce A. K. | hokejista                                        | televizní seriál, díl: „Postavení mimo hru“   |
| 2017 | Až po uši                 | Richard                                          | televizní seriál                              |
| 2017 | První republika           | Hans von Lippi                                   | televizní seriál                              |
| 2017 | 1890                      | strážmistr Vilém Černý                           | televizní seriál                              |
| 2018 | Vzteklina                 | Stanislav Machar, provozovatel usedlosti Gabréta | televizní seriál                              |
| 2018 | Toman                     | generální tajemník KSČ Rudolf Slánský            |                                               |
| 2018 | Zlatý podraz              | Jaroslav Valenta                                 |                                               |
| 2019 | Uzly a pomeranče          | otec                                             |                                               |
| 2019 | Vodník                    | Pavel Mráz                                       | televizní seriál                              |
| 2019 | Živé terče                | Pavel Mráz                                       | televizní seriál                              |
| 2019 | Vlastníci                 | Čermák                                           |                                               |
| 2019 | Jak si nepodělat život    | Svoboda                                          | televizní seriál, díl: „Až budou krávy lítat“ |
| 2020 | Havel                     | dramatik                                         |                                               |
| 2020 | Místo zločinu Ostrava     | Jan Bermann                                      | televizní seriál                              |
| 2020 | Krajina ve stínu          | sedlák Veber                                     |                                               |
| 2021 | Kurz manželské touhy      | Bedřich                                          |                                               |
| 2021 | Kryštof                   | Kryštofův otec                                   |                                               |
| 2021 | Osada                     | Michal Franěk                                    | televizní seriál                              |
| 2023 | Jedna rodina              | Aleš Crha                                        | televizní seriál                              |
| 2024 | Vlny                      | Milan Weiner                                     |                                               |